# Airton Daré
Airton Daré, född den 2 september 1978 i Bauru, Brasilien, är en brasiliansk racerförare.

## Racingkarriär
Daré började tävla inom amerikansk racing redan som nittonåring, med en niondeplats sammanlagt i Indy Lights 1997. Under 1998 tog han sin första seger i serien, och slutade på sjätteplats sammanlagt, innan han blev tia 1999. Därefter började Daré tävla i IRL med TeamXtreme. Under debutsäsongen 2000, slutade han på andra plats på Pikes Peak, men sammanlagt var han inte lika lyckosam utan blev sextonde. Under säsongen 2001 lyckades Daré inte ta någon pallplats, men förbättrade sin sammanlagda placering till tionde. Hans mest lyckosamma säsong kom 2002, då han med A.J. Foyt Enterprises slutade nia i mästerskapet, samt vann på Kansas Speedway. Totalt slutade han på nionde plats. Karriären avtog dock efter det, då han inte hittade några körningar, och han tävlade bara sporadiskt efter 2002 års säsong.